# Rapides Ndurumu
Rapides Ndurumu är en fors i Burundi.   Den ligger i provinsen Ngozi, i den norra delen av landet, 100 kilometer nordost om huvudstaden Bujumbura. Rapides Ndurumu ligger 1 456 meter över havet.
Terrängen runt Rapides Ndurumu är huvudsakligen kuperad, men österut är den platt. Runt Rapides Ndurumu är det tätbefolkat, med 442 invånare per kvadratkilometer..
Omgivningarna runt Rapides Ndurumu är huvudsakligen savann.